# Yannick Talabardon
Yannick Talabardon (født 6. juli 1981) er en fransk professionel cykelrytter.